# Júlio Sérgio
Júlio Sérgio Bertagnoli (Ribeirão Preto, 8 de novembro de 1978) é um ex-futebolista  e atual treinador de futebol brasileiro, que atuava como goleiro.
É também cidadão italiano, sendo seus avós paternos originários de Ripa Teatina

## Carreira

### Futebolista
Júlio Sérgio começou sua carreira na sua cidade natal, Ribeirão Preto, formado nas categorias de base do Botafogo, em 1995.  Com apenas 15 anos, foi relacionado para um clássico entre Comercial e Botafogo. Mais tarde passou por diversos times de São Paulo, como Internacional de Bebedouro, Sertãozinho, Francana, J. Malucelli e Comercial, em 2001.
Em 2002, se transferiu para o Santos por indicação do técnico Emerson Leão que precisava de um substituto após a lesão de Fábio Costa. Estreou no clube justamente contra sua equipe anterior: goleada de 5 a 0, em um amistoso no dia 13 de julho de 2002. Foi titular durante boa parte do Campeonato Brasileiro de 2002, ajudando o clube a ser campeão, mas por causa de uma lesão, não jogou a fase mata-mata. Também participou do título Brasileiro de 2004, agora como reserva, atuando em 7 partidas. Pelo Santos, fez 60 jogos.
Foi vendido ao Juventude, em 2005. No ano seguinte foi contratado pelo América.
Depois de fazer alguns testes na equipe, em 10 de julho de 2006, "o terceiro melhor goleiro do mundo", segundo o então técnico do time, Luciano Spalletti, foi contratado pela Roma com a opção de prolongamento por mais três anos, opção essa que poderia ser feita pelo time até 30 de abril de 2007. Como terceira opção, atrás de Gianluca Curci e Doni, Júlio Sérgio não teve oportunidades em sua primeira campanha na Europa.
Estreou na 2ª rodada da Serie A de 2009-10, na derrota por 3 a 1 para a Juventus, em pleno Olímpico. Com Claudio Ranieri no comando, passou a atuar mais naquela mesma temporada, onde disputou 37 dos 51 jogos da equipe.
Começou como titular em 2010-11, mas logo na 4ª rodada da Serie A sofreu uma fissura no osso do pé no final do confronto perdido por 2 a 1 contra o Brescia, na Lombardia, e ficou um mês longe dos gramados.
Em julho de 2011, foi contratado por empréstimo pelo Lecce. Realizou apenas 11 partidas pelo clube, dez pela Serie A e uma pela Coppa e teve uma nova lesão, desta vez no joelho.
Em março de 2012, voltou ao Roma. Teve seu contrato rescindido dia 4 de dezembro de 2013, seu contrato era até 30 de junho de 2014, mais a Roma, pediu que se encerrasse o vínculo com o clube italiano, Júlio Sérgio, aceitou, e após vários anos no clube, ficou livre para negociar com qualquer outra equipe.
Em 2014, Júlio Sérgio voltou ao Comercial de Ribeirão Preto para a disputa do Campeonato Paulista. Iniciou o campeonato fora de forma, não rendendo o esperado. Lesionou-se e jogou apenas 5 partidas. Encerrou a carreira em junho desse mesmo ano.

### Treinador
Júlio Sérgio foi anunciado como treinador da Francana, para a disputa do Campeonato Paulista A3 de 2015. entretanto devido a condições financeiras, deixou o clube antes do início da competição. mas em junho de 2015, acertou com o CRAC, para a Série D, fazendo sua estreia como treinador. Em 31 de março de 2016, Júlio Sérgio acabou sendo demitido do comando do CRAC um dia após a derrota para o Anápolis Futebol Clube no Campeonato Goiano.
Após mais ou menos 6 meses sem clube, Júlio Sérgio foi confirmado como novo treinador do Sertãozinho, para comandar o clube no Campeonato Paulista de 2017. Ainda em 2017, Júlio Sérgio treinou o Olímpia.
Em 2018, assina com o Prudentópolis para a disputa do Campeonato Paranaense, e em abril começa a treinar o Linense para a Série D do Campeonato Brasileiro.
No início de 2020 dirigiu o Marília na Série A-3, mas foi demitido após três rodadas da competição. Ainda em 2020, passou pelo Votuporanguense.
Em janeiro de 2021, passou a integrar a comissão técnica permanente do Coritiba. Foi desligado no final da temporada, após o acesso à Série A para o Campeonato Brasileiro.

## Títulos
Santos
- Campeonato Brasileiro: 2002[27] e 2004

Roma
- Coppa Italia: 2006-07 e 2007-08